# لوطس أزرق
لوطس أزرق (الاسم العلمي:Lotus glaucus) هي نوع نباتي يتبع جنس اللوطس من فصيلة البقولية.